# Delfim Moreira (Minas Gerais)
Delfim Moreira é um município da Microrregião de Itajubá, no estado de Minas Gerais, no Brasil. Delfim Moreira se destaca no cenário turístico pelas suas belas cachoeiras e paisagens. Além de diversas pousadas, das mais simples às mais sofisticadas. Foi fundado em 17 de dezembro de 1938. Sua população, segundo o censo de 2022, é de 7 952 habitantes. A altitude média é de 1 315 metros e a área, 408,473 km²; a densidade demográfica resulta em 19,47 habitantes por quilômetro quadrado. Destaca-se pelas suas belíssimas cachoeiras que têm atraído diversos turistas de todos os estados brasileiros.
O município de Maria da Fé está a norte, Virgínia a nordeste e Marmelópolis a leste. Os paulistas Cruzeiro e Piquete ficam a sudeste, Guaratinguetá a sul e Campos do Jordão a sudoeste. A oeste está Wenceslau Braz  e a noroeste, Itajubá.

## Pontos turísticos

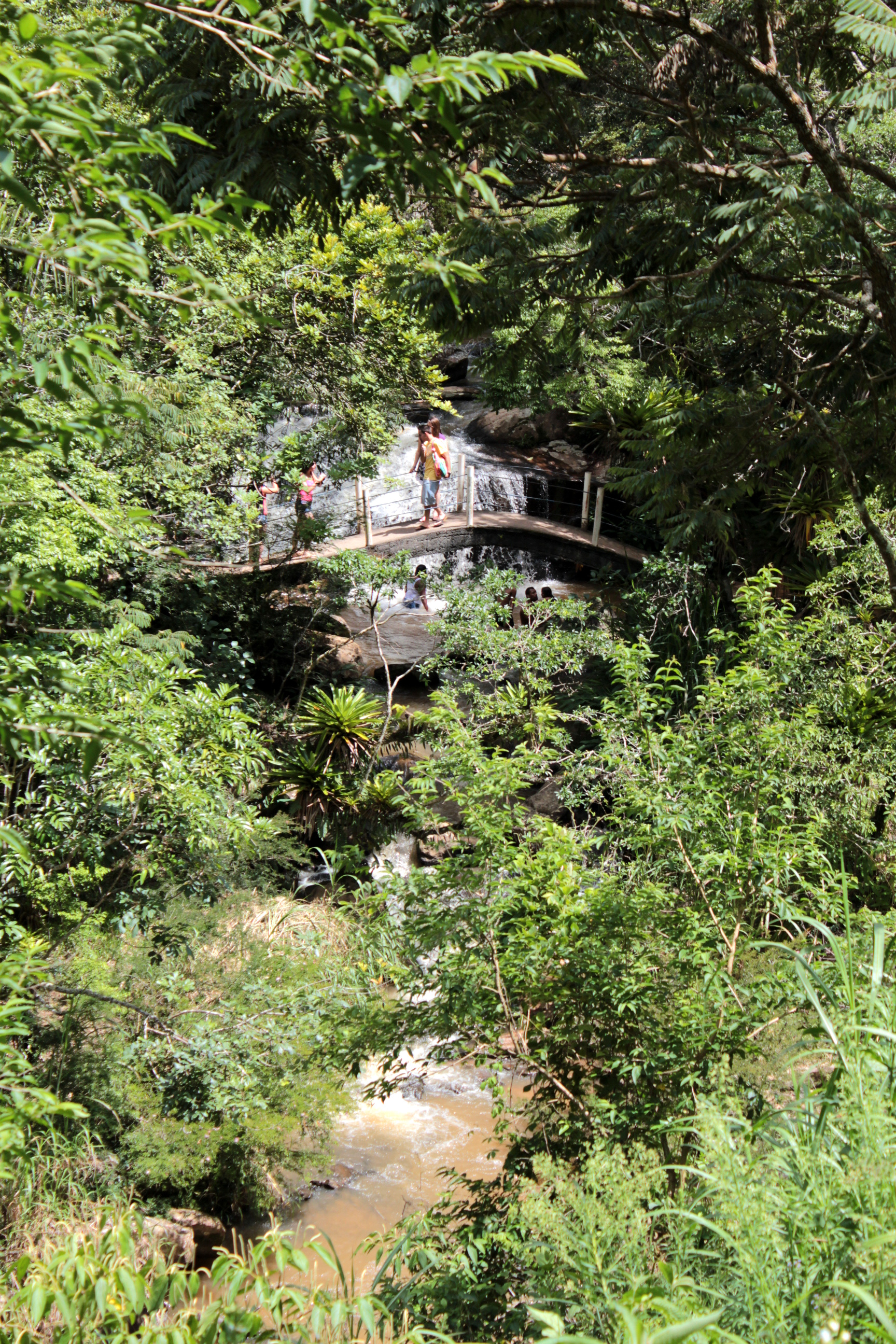
Cachoeira Ninho da Águia

Microcervejaria Kraemerfass: São três construções em estilo tirolêz (germano-austríaco), constituídos de fábrica de cervejas, bar & restaurante e adega para armazenamento de cervejas de guarda. Inaugurada em 2011 por Newton Litwinsky, esse exímio empreendedor restaurou a arte do fabrico artesanal vindo de seus antigos familiares residentes nas cidades sulistas de Santa Maria e União da Vitória, desde 1900. As cervejas são supervisionadas pelo mestre cervejeiro de Treze Tílias, Sr. Evandro Zanini. A produção é realizada de acordo com a Lei de Pureza da Baviera, a Reinheitsgebot de 1516.
Antiga Estação Ferroviária: Construída em estilo eclético, a antiga estação foi inaugurada em 1927, sendo a ponta terminal do Ramal de Delfim Moreira da Rede Mineira de Viação, que ligava o município à cidade de Itajubá. Encerrou suas atividades após a desativação do ramal em 1961, sendo extinto pouco tempo depois. Desde então, tem sido constantemente reformada e restaurada. Além de ser um ponto turístico e histórico da cidade, também é utilizada para eventos, cursos gratuitos e exposições artísticas.

## Clima
Delfim Moreira apresenta um clima temperado oceânico (Cfb), com invernos secos e frios suscetíveis à fortes geadas devido à altitude da serra da Mantiqueira, e verões amenos suavizados pela altitude e da alta pluviosidade de seus verões. O outono e a primavera são suaves e são estações de transição entre o verão e o inverno e vice-versa.

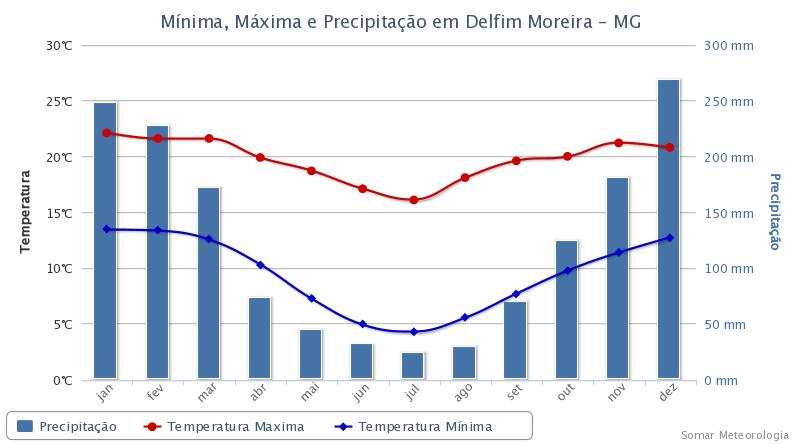
Clima em Delfim Moreira

## Rodovias

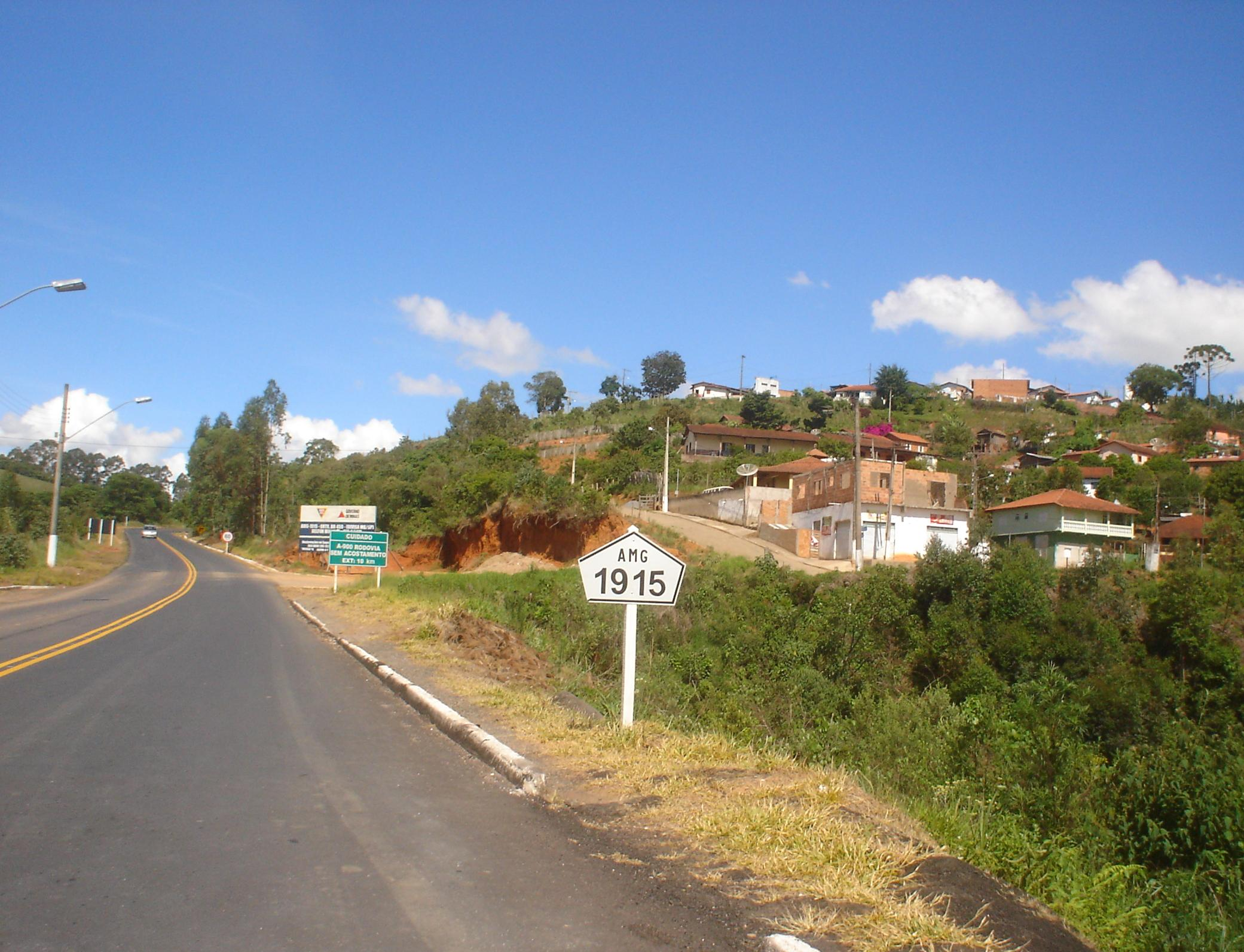
Entroncamento da rodovia AMG-1915 com a rodovia MG-350, em Delfim Moreira

O município é servido pelas rodovias BR-459, MG-350 e AMG-1915.

## Imprensa
Em Delfim Moreira são editados dois jornais. O Jornal Voz da Montanha é o mais antigo e é um jornal em preto e branco editado pelo Professor Dujovânio. O Jornal Alpes da Mantiqueira é mais recente, lançado em 31 de agosto de 2010 e é um jornal totalmente colorido editado pelo médico Tarcísio Almeida. www.alpesdamantiqueira.com.br